# Aubonne (Francia)
Aubonne è un comune francese di 241 abitanti situato nel dipartimento del Doubs nella regione della Borgogna-Franca Contea.

## Società

### Evoluzione demografica
Abitanti censiti